# Adib Ishak
Adib Ishak (ur. w 1856, zm. w 1885) – syryjski poeta, dziennikarz, działacz kulturalny okresu arabskiego odrodzenia Nahda.
Kształcił się w Damaszku, następnie wyjechał dpo Bejrutu i tam wydawał czasopismo At-Takaddum (Postęp). Z powodu swej działalności politycznej przeciwko tureckiemu reżimowi został zmuszony do opuszczenia kraju. Z Syrii wyjechał do Egiptu gdzie związał się z ruchem Arabiego Paszy. Od roku 1877 rozpoczął w Kairze wydawanie w gazety Misr (Egipt), która była gazetą propagującą idee Dżamala Afghaniego.
Gdy powstanie Arabi Paszy upadło Adib Ishak wyjechał do Paryża, tam założył gazetę Misr al Kahira (Kair).